# سر الشاه
سر الشاه (بالفارسية: معمای شاه)، هي مسلسل تلفزيوني إيراني أنتجت مابين عامي 2014 و2016، وتحتوي على 95 حلقة، والذي كتبه المخرج الإيراني محمد علي ورزي، والتي تتحدث المسلسل عن حقبة رضا شاه بهلوي إلى إنطلاق الثورة الإسلامية في طهران عام 1979، ولغة المسلسل الفارسية، وتمت دبلجتها إلى اللغة العربية.